# Halle Open 2005
L'Halle Open 2005 è stato un torneo di tennis giocato sull'erba.
È stata la 13ª edizione dell'Halle Open,
che fa parte della categoria International Series nell'ambito dell'ATP Tour 2005.
Si è giocato al Gerry Weber Stadion di Halle in Germania, dal 6 al 12 giugno 2005.

## Campioni

### Singolare
Roger Federer ha battuto in finale  Marat Safin con il punteggio di 6–4, 6(6)–7, 6–4

### Doppio
Yves Allegro /  Roger Federer hanno battuto in finale  Joachim Johansson /  Marat Safin con il punteggio di 7–5, 6(6)–7, 6–3